# Haus Werburg

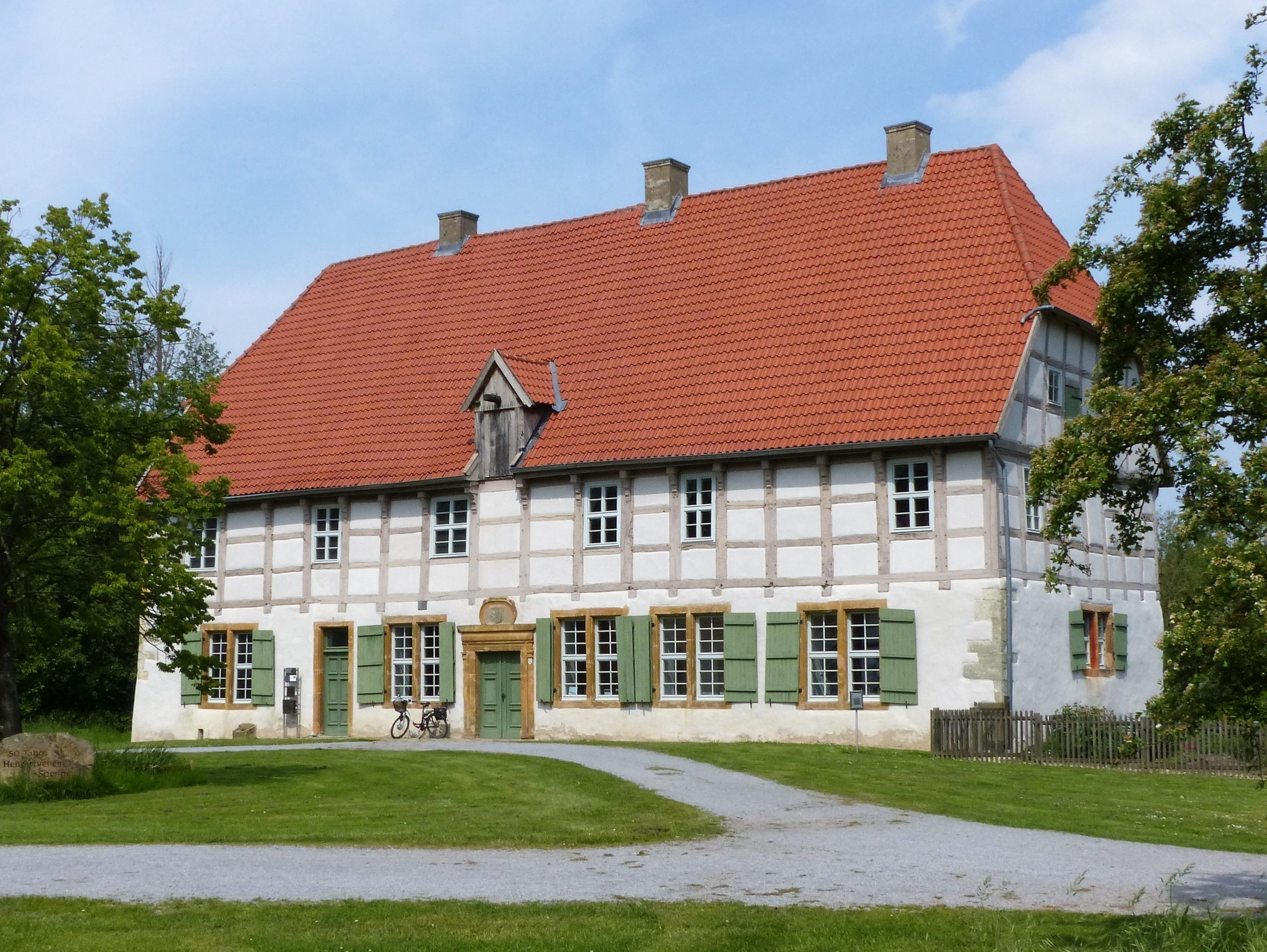
Werburg Herrenhaus

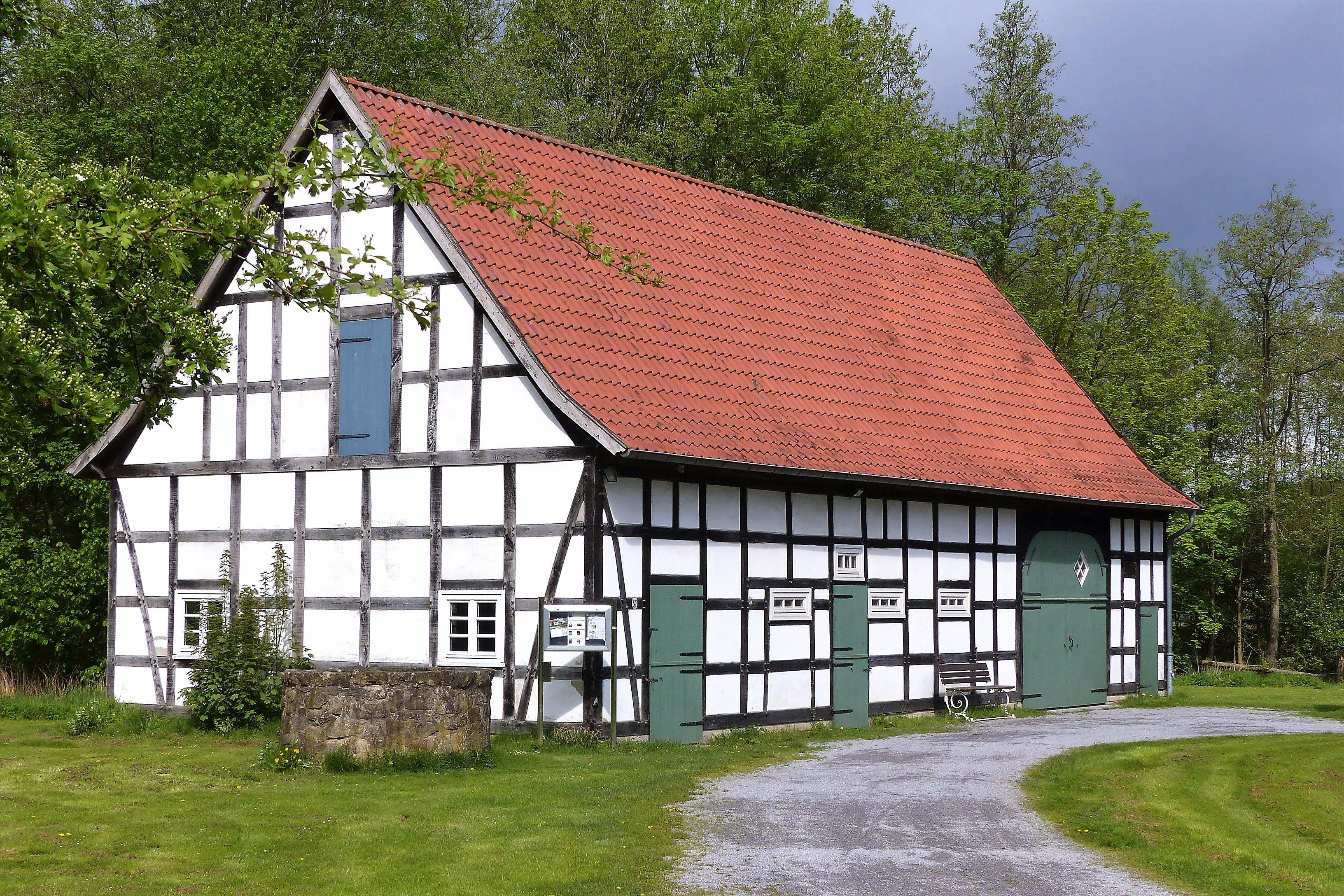
Werburg Scheune

Haus Werburg ist eine ehemalige Wasserburg westlich der Ortskernbebauung von Spenge im nordrhein-westfälischen Kreis Herford. Das historische Gebäude-Ensemble besteht aus einem Herrenhaus, einem renaissancezeitlichen Torhaus und einer Fachwerkscheune.

## Geschichte
Die erste schriftliche Erwähnung der Werburg datiert aus dem Jahre 1468. In diesem Jahr vererbte Heinrich von Ledebur seine beiden Spenger Burgplätze an seine Söhne Gerhard und Johann. Johann erhielt die Werburg und Gerhard die nahe gelegene Mühlenburg. In den folgenden fast 500 Jahren ist die Werburg mit den Namen der vier Adelsgeschlechter Ledebur, Ketteler, Münch und von dem Bussche verknüpft. Im Jahre 1941 verkaufte Alhard Freiherr von dem Bussche-Münch die Werburg mit allen noch vorhandenen Ländereien an die damalige Gemeinde Spenge.

## Bestehende Gebäude
Beherrschendes Gebäude der gesamten Anlage ist das Herrenhaus. Es wurde im 16. Jahrhundert im nordöstlichen Winkel der damaligen, von einem Wassergraben umgebenen, Hauptburg auf einem Eichenrostfundament erbaut. Vermutlich 1717 wurde es umfassend umgebaut und erhielt das bis heute erhaltene barocke Aussehen. Das stark baufällige Gebäude wurde in den Jahren 2008 bis 2014 restauriert und beherbergt heute das Werburg-Museum Spenge.
Das Torhaus wurde 1596 im Stil der Weserrenaissance errichtet. Bemerkenswert sind der vielfältige Gebäudeschmuck und die gut erhaltenen Wappen derer von Ledebur und Ketteler. An der Frontseite des Gebäudes befindet sich noch das originale Pappelholz-Tor aus dem 16. Jahrhundert. Bei der Renovierung des Torhauses in den Jahren 2005/2006 wurden nachträgliche Einbauten teilweise entfernt.
Die Fachwerkscheune aus dem 19. Jahrhundert wurde bereits in den 1980er Jahren instand gesetzt. 2001 und 2018/2019 wurden weitere Sanierungen durchgeführt.

## Vorgängerbauten und archäologische Funde
In den Jahren 1995 bis 2011 führten auf dem Werburg-Gelände mehrere archäologische Untersuchungen zu wichtigen Hinweisen auf die ursprüngliche Bebauung der Anlage und auf das Leben der Burgbewohner. Unter dem Herrenhaus fanden sich Rest eines Vorgängergebäudes aus dem 15. Jahrhundert. In anderen Grabungsarealen wurden weitere Gebäudereste, Fundamente einer Burgmauer sowie die Grundmauern einer massiven U-förmigen Bastion gefunden.

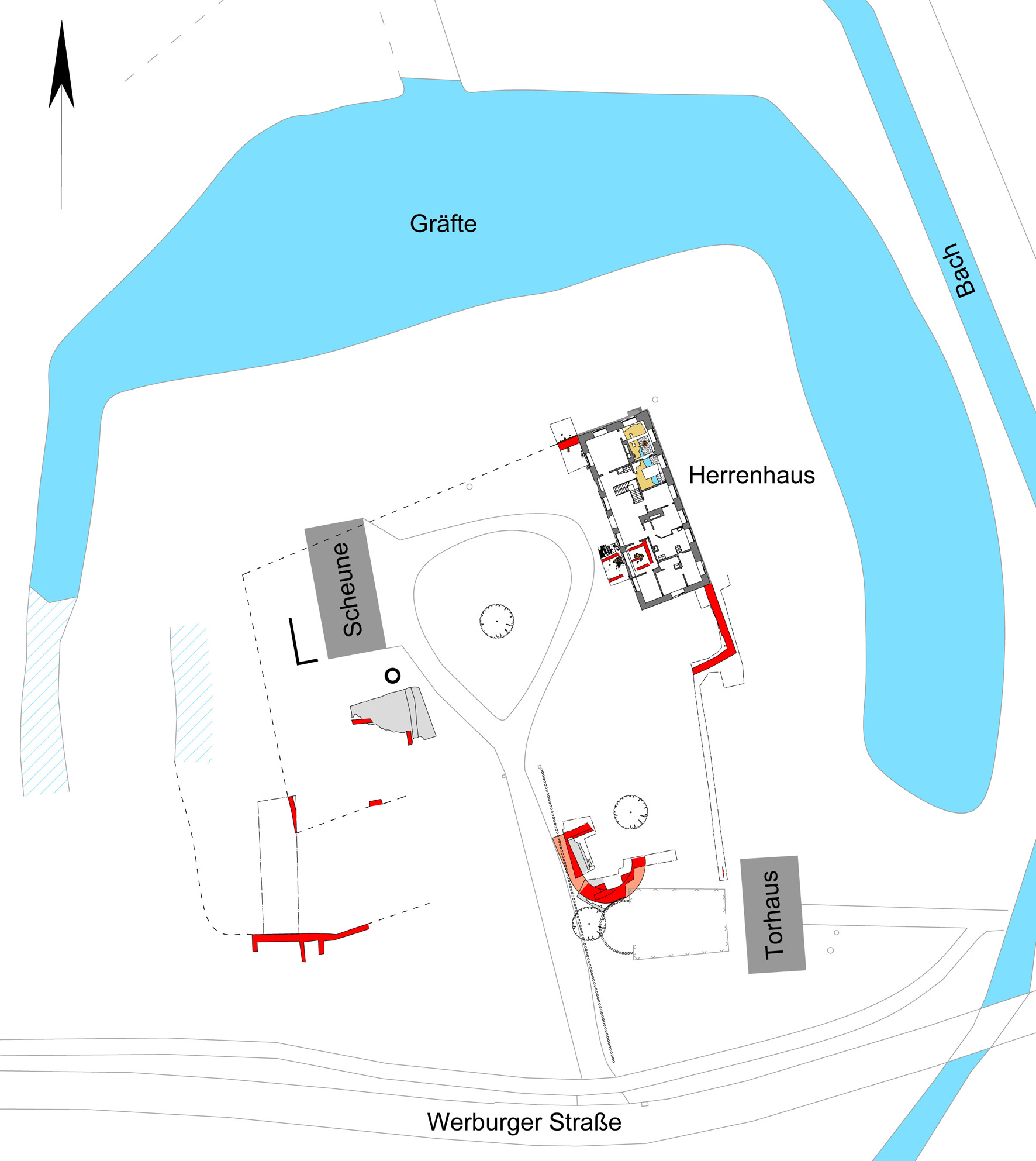
Haus Werburg Spenge Ausgrabungen

Südlich der rechteckigen Hauptburginsel von 65 × 39 Metern Größe entstand Ende des 16. Jahrhunderts eine Vorburg mit umfangreichem Wirtschaftsbereich. Die 1625 errichtete wehrhafte große Scheune, das sogenannte „Große Vorwerk“, musste in den 1960er Jahren einem Straßenbau weichen.
Neben den Resten der früheren Bebauung bargen die Archäologen zahlreiche Fundstücke von alltäglichen Gebrauchsgegenständen aus der Zeit der Renaissance und des Barocks. Fragmente von Keramikgefäßen, Ofenkacheln, Gläsern und Flaschen, Reste von Schuhen, Holzgegenständen sowie von Schlachtabfällen lassen Rückschlüsse auf die Lebensumstände und Ernährungsgewohnheiten zu.
Spektakulärster Fund war ein Munitionsvorrat aus der Wende vom 15. zum 16. Jahrhundert, bestehend aus 50 steinern und 4 eisernen Kanonenkugeln unterschiedlichen Kalibers sowie von ca. 1600 Armbrustbolzen.

## Heutige Nutzung
Im Herrenhaus befindet sich heute das Werburg-Museum Spenge. Die Dauerausstellung zeigt anhand der Funde das Leben auf einer Kleinadelsburg in der Renaissance und im Barock.
Das Torhaus wurde bereits vor seiner Renovierung 2005/2006 von der Stadt Spenge als Trauzimmer des örtlichen Standesamtes genutzt. Nach Abschluss der Renovierung zog dort zusätzlich das Archiv der Stadt ein. Der Raum der früheren Tordurchfahrt wird für kulturelle Veranstaltungen genutzt.
Die Fachwerkscheune steht als multifunktionaler Raum für Veranstaltungen der Stadt, für die Museumspädagogik und für Sonderausstellungen des Werburg-Museums zur Verfügung.